# 1. železniční pluk
1. železniční pluk byl složkou ženijního vojska meziválečné Československé armády.
Vznikl 21. listopadu 1918 v Lysé nad Labem z příslušníků zahraniční československé železniční jednotky, nejprve jako železniční prapor. Dnem 4. ledna 1919 byl přemístěn do Pardubic, kde byl dislokován v objektech bývalé válečné nemocnice zvané Karanténa a 10. března 1919 přejmenován na Železniční pluk č. 1. Do ženijního vojska byl začleněn od 1. dubna 1926. Dne 28. října 1927 převzal nově vybudovaná kasárna T. G. Masaryka na Zborovském náměstí v Pardubicích, kde sídlil až do svého zániku po 2. světové válce.
Železniční pluk se podílel na realizaci řady významných vojenských i civilních dopravních a dalších staveb, především úzkorozchodných drah a lanovek.